# Pilton (Rutland)
Pilton is een civil parish in het bestuurlijke gebied Rutland, in het Engelse graafschap Rutland met 39 inwoners.